# کنستانتین اول گرجستان
کنستانتین اول (به گرجی: კონსტანტინე I؛ به انگلیسی: Konstantine I؛ زادهٔ ۱۳۶۹ – درگذشتهٔ ۱۴۱۲) از سال ۱۴۰۵، تا زمان مرگش در سال ۱۴۱۲ میلادی، پادشاه گرجستان بود. وی، جدّ مشترک همه شاخه‌های بازمانده از سلسلهٔ باگراتیونی می‌باشد.